# Юданов, Андрей Юрьевич
Андрей Юрьевич Юданов (род. 1952) — советский и российский учёный, доктор экономических наук, профессор.

## Биография
Родился 28 декабря 1952 года в Вене (Австрия).

### Образование
После окончания в 1970 году московской средней специальной школы № 3, поступил в этом же году в Московский финансовый институт (МФИ, ныне Финансовый университет при Правительстве Российской Федерации), окончив его с отличием в 1975 году (экономист-международник).
В 1975—1978 годах обучался в аспирантуре Московского финансового института. В 1978 году стажировался в аспирантуре Высшей экономической школы им. Бруно Лойшнера (Берлин), защитив в этом же году кандидатскую диссертацию. Воспитанник Георгия Павловича Солюса. В 1989—1992 годах обучался в докторантуре МФИ и защитил докторскую диссертацию в 1992 году.

### Деятельность
С 1978 года — ассистент, старший преподаватель кафедры политэкономии, с 1982 года — доцент кафедры политэкономии Московского финансового института.
с 1992 по настоящее время — профессор кафедры экономической теории Финансовой академии (университета) при Правительстве РФ, заместитель председателя Диссертационного совета вуза, руководитель исследовательской группы по изучению фармацевтического рынка России.
С 1996 года — консультант фармацевтического проекта TACIS в России, а также читает индивидуальный курс лекций в Программе Стэнфордского университета в Москве. С 1998 года — приглашенный профессор Президентской программы развития и поддержки предпринимательства «Морозовский проект» (регион Урал), а также приглашенный профессор курса «Лекарственный менеджмент» кафедры управления здравоохранением Московской медицинской академии им. И. М. Сеченова. С 1999 года — эксперт по экономике Института «Открытое общество» (Фонд Сороса).
С 1994 по 2002 год являлся членом Европейской ассоциации по истории бизнеса, был участником XI (Милан) и XII (Мадрид) Всемирных конгрессов по экономической истории. С 2006 года Юданов является членом редколлегии журнала «Современная конкуренция». С 2007 года — заместитель главного редактора журнала «Мир новой экономики».
Автор более 100 опубликованных работ, в том числе и за рубежом. Под редакцией А. Ю. Юданова издательством «Прогресс» выпущена серия книг о деятельности ведущих фирм мира: «Сони», «Сименс», «БАСФ», «Хоффрош», «Макдональдс».

## Заслуги
- «Заслуженный работник высшей школы Российской Федерации» (Указ Президента РФ от 30.04.2014).
- Лауреат Премии Правительства РФ в области образования (2008).
- Почетный статус «Ординарный профессор Финансового университета» и нагрудный знак «Почетный работник Финансовой академии».
- Член-корреспондент Академии экономических наук и предпринимательской деятельности России (1999), действительный член (академик) Академии экономических наук и предпринимательской деятельности России (2003).